# Śniaty (Wielichowo)
Śniaty (deutsch Sniaty, Alt Sniaty) ist ein Dorf der Stadt-und-Land-Gemeinde Wielichowo im Powiat Grodziski der Woiwodschaft Großpolen in Polen.
Das Dorf liegt 17 Kilometer südlich von Grodzisk Wielkopolski und 30 Kilometer südwestlich von Posen. Der Ort hatte 2021 (Volkszählung) 616 Einwohner.

## Geschichte
In Śniaty wurde Franciszek Ratajczak geboren, der als erster Gefallener des Großpolnischen Aufstands gilt.